# سیارک ۹۳۹۸
سیارک ۹۳۹۸ (به انگلیسی: 9398 Bidelman، نامگذاری:1994SH3) نه هزار و سیصد و نود و هشتمین سیارک کشف شده‌است که در ۲۸ سپتامبر ۱۹۹۴ کشف شد.
قدر مطلق سیارک برابر ۱۳٫۹۰ است.